# Seastalker
Seastalker est un jeu vidéo de fiction interactive conçu par Stu Galley et Jim Lawrence et publié par Infocom à partir de 1984 sur Amiga, Amstrad CPC, Apple II, Atari 8-bit, Atari ST, Commodore 64, DOS, TRS-80, TI-99/4A et Apple Macintosh. Il se déroule dans un environnement aquatique et est le premier jeu Infocom conçu pour rester accessible aux joueurs débutants. Le joueur peut y choisir le nom de son personnage et la boite du jeu contient un plan des niveaux de celui-ci afin que le jeune publique, auquel il est destiné, n’ai pas besoin de cartographier le jeu. Le jeu s'est vendu à plus de 40 000 exemplaires entre 1984 et 1988.